# كامبري (لا كرونيا)
بلدية كامبري (بالإسبانية: Cambre)‏، هي إحدى بلديات مقاطعة لا كرونيا إحدى مقاطعات إسبانيا، و التي تقع في منطقة جليقية شمال غرب إسبانيا.
يبلغ عدد سكانها 19.504 نسمة وفقاً لإحصائية سنة (2002).

## أعلام
- بابلو توريس